# Claiborne (Luizjana)
Claiborne – jednostka osadnicza w Stanach Zjednoczonych, w stanie Luizjana, w parafii Ouachita.